# Campeonato Regional de Aveiro
O Campeonato Regional de Aveiro foi uma competição de futebol portuguesa organizada pela Associação de Futebol de Aveiro. Era a competição que elegia oficialmente o campeão de futebol do Distrito de Aveiro, a primeira edição foi na época de 1924–25 e a última na época de 1946–47. O maior vencedor é o SC Espinho com 10 títulos.

## Vencedores

### Por época
| Época   | Vencedor          |
| ------- | ----------------- |
| 1946–47 | AD Sanjoanense    |
| 1945–46 | UD Oliveirense    |
| 1944–45 | SC Espinho        |
| 1943–44 | SC Espinho        |
| 1942–43 | CF União de Lamas |
| 1941–42 | CF União de Lamas |
| 1940–41 | SC Espinho        |
| 1939–40 | AD Sanjoanense    |
| 1938–39 | AD Ovarense       |
| 1937–38 | SC Beira-Mar      |
| 1936–37 | AD Sanjoanense    |
| 1935–36 | AD Ovarense       |
| 1934–35 | AD Ovarense       |
| 1933–34 | SC Espinho        |
| 1932–33 | AD Ovarense       |
| 1931–32 | SC Espinho        |
| 1930–31 | AD Ovarense       |
| 1929–30 | SC Espinho        |
| 1928–29 | SC Beira-Mar      |
| 1927–28 | SC Espinho        |
| 1926–27 | SC Espinho        |
| 1925–26 | SC Espinho        |
| 1924–25 | SC Espinho        |

### Por clube
| Clube             | Venceu | Época(s)                                                                                  |
| ----------------- | ------ | ----------------------------------------------------------------------------------------- |
| SC Espinho        | 10     | 1924–25, 1925–26, 1926–27, 1927–28, 1929–30, 1931–32, 1933–34, 1940–41, 1943–44 e 1944–45 |
| AD Ovarense       | 5      | 1930–31, 1932–33, 1934–35, 1935–36 e 1938–39                                              |
| AD Sanjoanense    | 3      | 1936–37, 1939–40 e 1946–47                                                                |
| SC Beira-Mar      | 2      | 1928–29 e 1937–38                                                                         |
| CF União de Lamas | 2      | 1941–42 e 1942–43                                                                         |
| UD Oliveirense    | 1      | 1945–46                                                                                   |

Ref.: